# Le Procès de Jeanne d'Arc à Rouen, 1431
Le Procès de Jeanne d'Arc à Rouen, 1431 (Der Prozess der Jeanne d'Arc zu Rouen, 1431) est une adaptation par le dramaturge allemand Bertolt Brecht d'une pièce radiophonique d'Anna Seghers.
L'œuvre a été écrite en collaboration avec Benno Besson et créée au Berliner Ensemble en novembre 1952, dans une production dirigée par Besson (sa première production importante avec l'Ensemble), avec Käthe Reichel dans le rôle de Jeanne d'Arc.

## Personnages
- Jeanne d'Arc
- Mgr Cauchon de Beauvais
- Jean Beaupère
- Jean de la Fontaine
- Jean de Châtillon (Chation)
- Guillaume Manchon
- Jean d'Estivet
- Jean Lefèvre
- Jean Massieu
- Raoul de Rinel
- Un commis
- Le bourreau
- Sœurs
- Un observateur anglais
- Son adjudant
- Gardes de Jeanne d'Arc
- Soldats anglais
- Deux paysannes
- Jacques Legrain
- Paysan
- Paysanne
- Le fils
- Belle-sœur
- Enfant
- Poissonnière
- Dr Dufour
- Ses deux nièces
- Monsieur bien habillé
- Femme lâche
- Marchand de vin
- Propriétaire
- Jeune curé
- Infirme de guerre
- Grand-père Breuil
- Son petit-fils
- Enfants
- Des gens

## Sources
- John Willett, The Theatre of Bertolt Brecht: A Study from Eight Aspects, London : Methuen, 1959   (ISBN 0-413-34360-X).
- Bertolt Brecht ; John Willett et Ralph Manheim eds., Collected plays. Vol. 9, Adaptations, Bertolt Brecht: Plays, Poetry, Prose, New York : Vintage, 1972  (ISBN 0-394-71819-4)